# Sphenomorphus minutus
Sphenomorphus minutus este o specie de șopârle din genul Sphenomorphus, familia Scincidae, descrisă de Meyer 1874. Conform Catalogue of Life specia Sphenomorphus minutus nu are subspecii cunoscute.